# Фінкей Йожеф
Фінкей Йожеф (27.11.1889, Шарошпатак, Угорщина — 07.04.1941, Будапешт, Угорщина) — засновник угорської наукової школи збагачення корисних копалин, створив передову на свій час працю «Наукові основи мокрого збагачення» (1924), вивів «формулу Фінкея».
У 1911 закінчив Гірничу академію в Шельмецбане (нині Банська Штявниця, ЧСФР). Працював на вугільному підприємстві в Дренково (1911—1914), в Гірничій академії (1914—1941; з 1923 завідувач кафедри збагачення руд і вугілля, в 1929—1930 рр. і 1934—1935 рр. декан гірничого факультету).